# Olga Kešeljević-Barbezat
Olga Kešeljević-Barbezat (französische Schreibweise: Kéchéliévitch; * 15. August 1913 in Cetinje, Königreich Montenegro; † 21. Dezember 2015 in Paris) war eine französische Schauspielerin.

## Werdegang
Wie ihre Freundin Olga Kosakiewicz war sie Schauspielschülerin bei Charles Dullin. Im Dezember 1943 heiratete sie den Apotheker und Verleger Marc Barbezat. Sie erhielt von Jacques François, einem Mitschüler bei Dullin, ein Gedicht von Jean Genet. So kam der Kontakt von Marc Barbezat mit Jean Genet zustande, dessen Verleger Barbezat wurde.
Auf Vorschlag von Jacques-Laurent Bost schrieb Jean-Paul Sartre Geschlossene Gesellschaft für Olga Kešeljević-Barbezat, Wanda Kosakiewicz und Albert Camus als Garcin. Camus sollte auch die Regie führen. Während die Proben im Hotel La Louisiane au coeur de Quartier Saint-Germain-des-Prés im Zimmer von Simone de Beauvoirs stattfanden, wurde Olga Kešeljević bei einer Razzia von der Gestapo verhaftet. Olga studierte die Rolle der Inès ein. Am 10. Mai 1944 besuchte sie einen befreundeten Komiker, welcher der Résistance angehörte. Das Haus wurde von der Gestapo gestürmt, Olga verhaftet und mit ihrer Freundin Louise Fouquet (Lola die spätere Frau von Marcel Mouloudji) in das Gefängnis Fresnes gebracht, um deportiert zu werden.
Camus schlug vor, alles zu stoppen, um Druck auf die "Propaganda Staffel" (Reichsministerium für Volksaufklärung und Propaganda, Zensurbehörde hinter dem Comité d'Organisation des Entreprises de Spectacle) auszuüben und die Freilassung von Olga zu erreichen. Sartre überging diesen Vorschlag und beschloss, Olga zu ersetzen und den Titel ihres Stückes zu ändern. Camus zog sich als Regisseur und Schauspieler aus dem Stück zurück. Die Episode wird von Marc Barbezat in einer Broschüre beschrieben: Comment je suis devenu l'éditeur de Jean Genêt. (Wie ich Herausgeber von Jean Genet wurde). Sartre suchte sich neue Darsteller und ließ das Werk so schnell wie möglich aufführen: Michel Vitold (Garcin), Tania Balachova (Inès), Gaby Sylvia (Estelle), R.J. Chauffard (Garçon).

## Quatre femmes
Marcel Mouloudji hatte vorher schon einen Aufenthalt im Gefängnis Fresnes überlebt. Weder Olga Barbezat noch Louise Fouquet wurden deportiert.
Im Frühjahr 1946 begann Marcel Mouloudji auf Drängen seiner Frau Lola und Olga Barbezat ein speziell für sie entworfenes dreiaktiges Drama zu schreiben: La Cellule. Das Thema ist ein Tag von Lola und Olga im Gefängnis Fresnes: In einer Zelle im Gefängnis erzählen sich vier Insassen ihr Leben und streiten sich. Die Vorstellung dauert zwölf Stunden, von morgens bis abends.
Im Herbst und Winter 1946 probten Lola, Olga und Marcel Mouloudji im Théâtre de la Renaissance (Paris) in einer Inszenierung von Jean Darcante die Aufführung von La Cellule, die in Quatre femmes umbenannt worden war. Die Besetzung umfasste:
1. Miles Olga Montes: Hazel.
2. Annette Poivre: Zoé.
3. Anne-Marie Bruslay: Hélène.
4. Louise Fouquet:Catherine

Germaine Ledoyen: Wächterin.
Jeanne Hardeyn: Louise Maucair (Camille Mauclair).
Das Bühnenbild war von R. Ph. Couaillier.
Das Stück wurde am 6. Januar 1947 der Presse vorgestellt. Jacques Lemarchand berichtete darüber im Combat vom 8. Januar 1947.